# Malingara
Malingara est un village de la commune de Dir situé dans la région de l'Adamaoua et le département du Mbéré au Cameroun.

## Population
En 1967, Malingara comptait 93 habitants, principalement Gbaya.
Lors du recensement de 2005, 235 personnes y ont été dénombrées.